# Péter Ács
Péter Ács [ˈpeːtɛr ˈaːtʃ] (* 10. Mai 1981 in Eger) ist ein ungarischer Schach-Großmeister.

## Schachkarriere

### Einzelerfolge
Ács begann seine Schachkarriere bereits in seiner Jugend: 1992 gewann er in Rimavská Sobota die Jugend-Europameisterschaft U12, 1995 belegte er in Verdun den achten Platz bei der Europameisterschaft U14. 1998 erfüllte er drei Großmeisternormen und bekam daraufhin von der FIDE den Großmeistertitel verliehen. 2001 gewann er in Athen überlegen die Juniorenweltmeisterschaft U20. Er gewann Turniere in Budapest 1998 und 1999, Wattens 1999 und Hoogeveen 2002 (vor Judit Polgár, Loek van Wely und Alexander Chalifman). 

### Mannschaftsschach

#### Nationalmannschaft
Péter Ács nahm mit der ungarischen Nationalmannschaft an den Schacholympiaden 2002 (bei der die Mannschaft den zweiten Platz erreichte) und 2004, an der Mannschaftsweltmeisterschaft 2001 und an der Mannschaftseuropameisterschaft 2003 teil.

#### Vereinsschach
In der ungarischen Mannschaftsmeisterschaft NB I. Szabó László csoport spielt Ács beim ASE Paks.
Seit dem Jahr 1999 spielt Ács für den deutschen Schachbundesligisten Schachclub Eppingen (bis 2004 in der zweiten, von der Saison 2004/05 bis zur Saison 2014/15 in der ersten Bundesliga). Seit 2009 spielt Ács in der österreichischen Schachbundesliga für den SK Sparkasse Jenbach und wurde mit diesem 2010, 2011, 2013, 2015, 2018 und 2020 Meister. In der polnischen Mannschaftsmeisterschaft spielte er 2002 und 2003 für die Mannschaft von SS Polfa Grodzisk Mazowiecki, mit der er 2003 auch am European Club Cup teilnahm.

## Privates
Ács ist Student und wohnt in Paks.